# Taurometopa aryrostrota
Taurometopa aryrostrota är en fjärilsart som beskrevs av George Francis Hampson 1917. Taurometopa aryrostrota ingår i släktet Taurometopa och familjen Crambidae. Inga underarter finns listade i Catalogue of Life.